# Muzej v Sulejmaniji
Muzej Sulejmanija (kurdsko مۆزه‌خانه‌ی سلێمانی; arabsko متحف السليمانية) ali muzej v Sulejmaniji je arheološki muzej v Sulejmaniji v regiji Kurdistan v Iraku. Je drugi največji muzej v Iraku, takoj za Iraškim narodnim muzejem v Bagdadu. V njem so artefakti iz prazgodovinskega obdobja do poznega islamskega in osmanskega obdobja. Več dvoran muzeja je bilo prenovljenih in muzej je bil zaprt za javnost zaradi prenove od 1. oktobra 2018 do oktobra 2019.

## Zgodovina

### Otvoritev
Muzej je bil uradno odprt 14. julija 1961. Sprva je bil sestavljen iz majhne stavbe v okrožju Šorš. Po nekaj letih je muzej leta 1980 pridobil novo in veliko stavbo v središču ulice Salim. Sedanja stavba ima površino 6000 kvadratnih metrov in je enonadstropna stavba. Artefakti so razstavljeni v eni mali dvorani (ki jo je Unesco nedavno obnovil) in dveh velikih in dolgih dvoranah, ki ju povezuje kvadratna in odprta predavalnica. Med iraško-iransko vojno (1980–1988) je bil muzej v celoti zaprt za javnost. Leta 1990 je bil ponovno odprt za zelo kratek čas. Po iraški invaziji na Kuvajt avgusta 1990 je bil muzej ponovno zaprt. Uradno ga je ponovno odprl Džalal Talabani 20. avgusta 2000; Talabani je bil takrat generalni sekretar Patriotske unije Kurdistana.

### Po letu 2003
Po invaziji na Irak pod vodstvom ZDA in kasnejšem plenjenju Narodnega muzeja v Bagdadu je muzej v Sulejmaniji pomagal najti in vrniti ukradene artefakte s kontroverzno prakso nakupa izropanih artefaktov.

### UNESCO
Od leta 2011 muzej sodeluje z Unescom pri razvoju in prenovi muzeja ter razširitvi njegove stavbe.

### Galerija Paikuli
Muzej v Sulejmaniji je v sodelovanju z rimsko univerzo Sapienza 10. junija 2019 odprl novo galerijo. Galerijo sta sponzorirala italijansko ministrstvo za zunanje zadeve (MAECI) in ministrstvo za kulturno dediščino (MiBAC). Vsi popisani kamniti bloki (vključno s številnimi na novo odkritimi po letu 2006) spominskega spomenika sasanidskega kralja Narseha (ok. 293 n. št.) so bili prvič prikazani javnosti. Poleg tega so bili v to stalno razstavo vključeni tudi številni gradbeni kamniti bloki ter nekateri sasanidski novci in bule.

### Slemani Museum Kids
5. septembra 2019 je muzej slovesno odprl dvorano, posvečeno otrokom, in jo poimenoval Slemani Museum Kids. Dvorana ima veliko učnih in demonstracijskih pripomočkov za otroke. Ta majhen muzej je prvi muzejski prostor za otroke v Iraku. Dogodka so se udeležili generalni konzul Združenega kraljestva v Kurdistanu, guverner Sulejmanije in generalni direktor direktorata za arheologijo in starine v Kurdistanu, poleg javnosti pa tudi številni drugi visoki uradniki v regiji Kurdistan. Slemani Museum Kids je bil soustvarjanje projekta Arheološka praksa in varstvo dediščine v regiji Kurdistan v Iraku. Projekt vodi Univerza v Glasgowu (Združeno kraljestvo) v sodelovanju z Direktoratom za starine in dediščino Slemani (Združeno kraljestvo) in ga financira Sklad za kulturno zaščito Britanskega sveta v sodelovanju z Oddelkom za digitalno, kulturo, medije in šport.

### Galerija Narseh
Muzej Sulejmanija in Direktorat za starine v sodelovanju z italijansko arheološko misijo v iraškem Kurdistanu (MAIKI) sta ustvarila novo stalno galerijo, v kateri so prvič prikazani štirje veliki doprsni kipi sasanidskega kralja Narseha (v visokih reliefih) in en velik doprsni kip, vklesan v krog. Ti so nekoč krasili stolp Paikuli v južni zahodni Sulejmaniji v iraškem Kurdistanu in segajo v ok. 293 n. št.. Galerija je bila uradno odprta 24. oktobra 2021.

### Prazgodovinska galerija
Muzej Sulejmanija je prenovil dve veliki dvorani, da bi odprl novo stalno razstavo s stotinami artefaktov iz prazgodovinskega obdobja. Artefakti so večinoma prišli iz iraškega Kurdistana in njegovih paleolitskih jam, poleg več nedavno izkopanih starodavnih najdišč in gomil. Projekt je sponzoriralo Veleposlaništvo Združenih držav Amerike. Razstava bi morala biti odprta v začetku marca 2020, vendar je bil datum odprtja zaradi pandemije koronavirusa prestavljen. Uradno odprtje je bilo 2. februarja 2021.

### Tablica VEpa o Gligamešu
Novo odkrita tablica V Epa o Gilgamešu, ki sega v staro babilonsko obdobje, 2003–1595 pr. n. št., je trenutno shranjena v muzeju. Leta 2023 je muzej naredil nov prevod v kurdščino za film Kje je Gilgameš? (Karzan Kardozi, 2024) kurdski celovečerni film po Epu o Gilgamešu.

### Galerija
- Tablica V Epa o Gligamešu
- Stela Iddi-Sina, kralja Simurruma, starobabilonsko obdobje
- Kamniti blok z napisom Paikuli v srednjeperzijščini
- "Dama pri oknu," ena od znamenitih plošč Nimrud Ivories
- Zlati uhani, vpisano je ime kralja Shulgija iz Ura
- Napisana glava stojala, ki omenja ime Entemena, ok. 2400 pr. n. št[10]
- Opeka z vtisnjenim imenom Ur-Namu iz Ura, 2112-2094 pr. n. št.